# جون خايرو كاستيلو
جون خايرو كاستيلو (بالإسبانية: John Jairo Castillo)‏ (20 أبريل 1984 بكالي في كولومبيا - ) هو لاعب كرة قدم كولومبي في مركز الهجوم. شارك مع منتخب كولومبيا لكرة القدم. أما مع النوادي، فقد لعب مع أمريكا دي كالي وأونس كالداس وإيفرتون دي فينا ديل مار وكولو-كولو ونادي بورتوغيزا ونادي جامعة غوادالاخارا ونادي ميلوناريوس وديبورتيفو لارا وأورينتي بيتروليرو وUniversitario Popayán ‏ وCortuluá ‏ وديبورتيس توليما وريونيغرو أغيلاس وGirardot F.C. ‏.

## وصلات خارجية
- جون خايرو كاستيلو على موقع قاعدة بيانات كرة القدم.إي يو (الإنجليزية)
- جون خايرو كاستيلو على موقع Soccerway.com (الإنجليزية)